# Stellaria discolor
Stellaria discolor là loài thực vật có hoa thuộc họ Cẩm chướng. Loài này được Turcz. miêu tả khoa học đầu tiên năm 1838.